# ダム・ダム・ガールズ
ダム・ダム・ガールズ (Dum Dum Girls) は、カリフォルニア州ロサンゼルス・サンペドロ出身のインディー・ガールズバンド。ガレージ色の強いLo-Fiサウンドのロックを奏でる4人組。

## 来歴
リード・ヴォーカルのディー・ディー（Dee Dee）のソロプロジェクトとしてスタート。バンド名はヴァセリンズの「Dum Dum」とイギー・ポップの「Dum Dum Boys」からとられた。2008年末には彼女の自主レーベルZoo Musicから5曲入りのCD-Rをリリース。その後もアナログのシングルやEPをリリースし注目を集め、2009年7月にサブ・ポップと契約した。
2010年、1stアルバム『I Will Be』をリリース。ピッチフォークやNMEといった音楽メディアから高い評価を受けた。
2011年、2ndアルバム『Only in Dreams』をリリース。SPIN誌の年間ベスト・アルバムのリストで17位に選ばれた。
2014年、3rdアルバム『Too True』をリリース。
2016年1月28日、ディー・ディーはDum Dum Girlsの終了と、新たなプロジェクトであるKristin Kontrolのスタートを発表した。

## メンバー
- ディー・ディー Dee Dee (vocals、guitar)
- Jules (lead guitar、vocals)
- Sandy (drums、vocals)
- Malia (bass、vocals)

### 過去のメンバー
- Bambi (bass、vocals)
- フランキー・ローズ Frankie Rose (drums)

## ディスコグラフィ

### スタジオ・アルバム
- I Will Be (2010年5月30日、HoZac Records、サブ・ポップ)
- Only in Dreams オンリー・イン・ドリームス (2011年9月26日、サブ・ポップ)
- Too True (2014年1月28日、サブ・ポップ)

### EP
- Dum Dum Girls EP (2008年、Zoo Music)
- Yours Alone EP (2009年、キャプチャード・トラックス)
- He Gets Me High EP (2011年、サブ・ポップ)
- End of Daze EP (2012年、サブ・ポップ)